# ヘンク・ネイダム

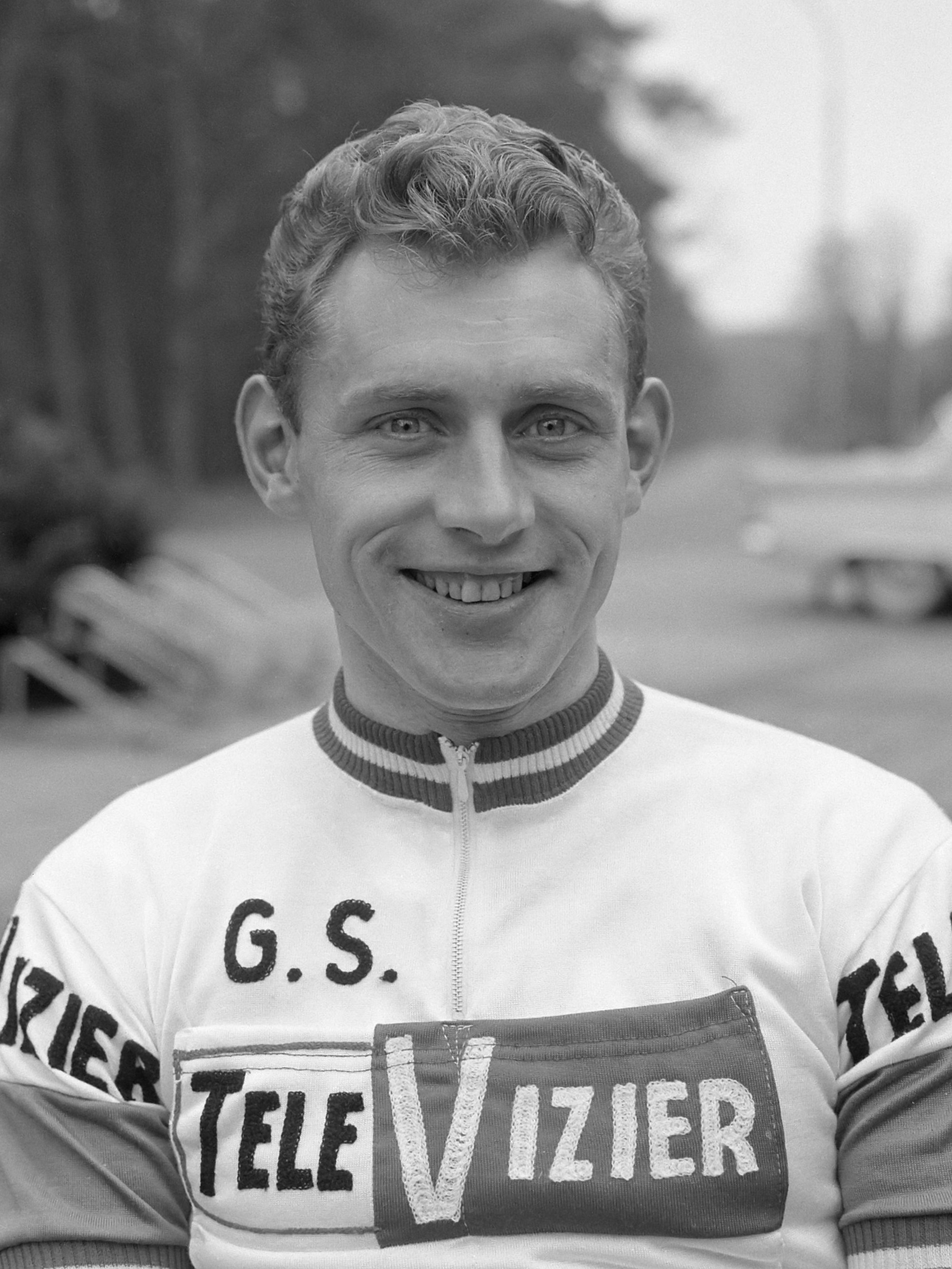
ヘンク・ネイダム

ヘンク・ネイダム（Henk Nijdam、1935年9月26日 - 2009年4月30日）は、オランダ、エールダーウォルデ出身の元自転車競技選手。ヘンク・ナイダムとも言う。

## 来歴
ロードレースとトラックレースで実績を挙げた。1961年、世界選手権・アマ個人追い抜き制覇。1962年、プロ転向。同年の世界選手権・プロ個人追い抜きを制覇。同年のオランダ スポーツマンオブザイヤーを獲得。
1964年、ツール・ド・フランス区間1勝（第6）。1966年、ブエルタ・ア・エスパーニャ区間3勝（第8、第10b、第16）。ツール・ド・フランス区間1勝（第20）。1967年、ブエルタ・ア・エスパーニャ区間1勝（第12）。1969年に引退。
実子のイェール・ネイダムも元自転車競技選手である。